# Solaize
Solaize ist eine französische Gemeinde mit 3.131 Einwohnern (Stand: 1. Januar 2022) in der Métropole de Lyon in der Region Auvergne-Rhône-Alpes. Die Gemeinde gehört zum Arrondissement Lyon und war bis 2015 Teil des Kantons Saint-Fons. Die Bewohner nennen sich Solaizards.

## Geographie
Solaize liegt rund 15 Kilometer südlich von Lyon an der Rhone.

### Nachbargemeinden
Umgeben wird Solaize von den Nachbargemeinden Feyzin im Norden, Saint-Symphorien-d’Ozon im Osten und Südosten, Sérézin-du-Rhône im Süden, Vernaison im Westen sowie Irigny im Nordwesten.

## Bevölkerungsentwicklung
| Jahr                       | 1968 | 1975 | 1982 | 1990 | 1999 | 2011 |
| Einwohner                  | 1119 | 1445 | 1783 | 2008 | 2256 | 2799 |
| Quellen: Cassini und INSEE |      |      |      |      |      |      |

## Verkehr
Durch die Gemeinde führt die Autoroute A7.

## Sehenswürdigkeiten
- Romanische Kirche Saint-Sylvestre aus dem 15. Jahrhundert, im 17. und 19. Jahrhundert wieder errichtet, seit 2002 Monument historique

|  |

- Meilenstein an der Römerstraße von Lugdunum (Lyon) nach Vienna Allobrogum (Vienne), Monument historique
- Brücke über die Rhône
- Waschhaus